# Évocation d'une forme : humaine, lunaire, spectrale
Évocation d'une forme: humaine, lunaire, spectrale est une sculpture abstraite en bronze réalisée par Jean Arp. Modelée en 1950 elle a été coulée en 1957. Elle est située au Hirshhorn Museum and Sculpture Garden, à Washington.